# Heinrich Rotenberger
Heinrich Rotenberger war ein Glockengießer des 16. Jahrhunderts aus Heilbronn.

## Leben
Er stammte aus Nürnberg und erbat 1557 das Bürgerrecht in der Reichsstadt Heilbronn, um dort für ein Jahr sein Gewerbe als Rotschmied auszuüben. Von ihm stammt die 1567 datierte Große Glocke aus der Zeit des Wiederaufbaus der Regiswindiskirche in Lauffen am Neckar, wohl ein Umguss alten Glockenmaterials, die gemäß ihrer Inschrift Heinrich Rottenberger zu Halprun goss. Dasselbe Renaissance-Fries weist die 1565 datierte Glocke in der Evangelischen Kirche in Möckmühl-Ruchsen auf. Im Januar 1568 war er tot, da in jenem Jahr seine Witwe um Steueraufschub bat. Die Witwe heiratete den Ehinger Glockengießer Johann Bechtolt Meslang, der im August 1568 das Heilbronner Bürgerrecht erhielt.